# Leita
La Leita (in lingua tedesca Leitha, in ungherese Lajta) è un fiume tributario del Danubio, che scorre in Austria e in Ungheria.

## Geografia
Il fiume, che ha una lunghezza di 180 km, nasce all'incontro dei fiumi Schwarza e Pitten presso Haderswörth, nel comune di Lanzenkirchen, in Bassa Austria. Successivamente costeggia Wiener Neustadt ed attraversa le città di Bruck an der Leitha e Mosonmagyaróvár, per gettarsi in un ramo laterale del Danubio (il "Danubio di Moson" o Mosoni-Duna).

## Storia
Nel 1246 il fiume fu teatro di una battaglia tra gli eserciti ungheresi ed austriaci. Il fiume Leita deve la sua notorietà al fatto di aver segnato a tratti, all'epoca dell'Impero austro-ungarico (1867-1918), il confine tra Austria ed Ungheria; dal nome del fiume furono coniati i termini "Cisleitania" e "Transleitania" per definire rispettivamente i territori appartenenti alla Corona d'Austria (al di qua del fiume) e quelli della Corona ungherese di Santo Stefano (al di là del fiume).
In seguito al Trattato del Trianon (1920) e alla formazione del Burgenland, l'antico confine austriaco è avanzato verso il bassopiano Pannonico, cosicché gran parte del fiume è oggi in territorio austriaco. Il confine tra gli stati federati di Bassa Austria e Burgenland ricalca tuttavia l'antico confine pre-1918.